# Цай, Лорен
Лорен Цай (англ. Lauren Tsai, род. 11 февраля 1998, Уэллсли, Массачусетс, США) — американская иллюстратор, модель и актриса. Известна по выходившему на Fuji TV и Netflix реалити-шоу Terrace House: Aloha State, а также третьему сезону сериала «Легион», в основе которого лежит одноимённый комикс Marvel.

## Биография
Лорен Цай родилась 11 февраля 1998 года в городе Уэллсли, штат Массачусетс, США. У её отца китайские корни, а у матери европейские. Цай младшая из трёх сестёр. Она приходится племянницей ресторатору Мингу Цаю. Когда ей было семь лет, семья переехала в Гонолулу, Гавайи. Позже она вернулась в Массачусетс для учёбы в интернате. В одиннадцать лет Цай впервые посетила Японию, а на втором курсе Тихоокеанской буддийской академии в образовательных целях на шесть недель приезжала в Хиросиму.
В 2014 году начала работать моделью в Японии, взяв псевдоним Lala. В ноябре 2016 года прошла прослушивание для реалити-шоу Terrace House: Aloha State.
После Terrace House Цай продолжила карьеру модели и занятия творчеством. В качестве модели снималась для журналов, рекламы, каталогов и участвовала в модных показах как в Японии, так и на Гавайях. В 2017 году приняла участие в японском кулинарном шоу.
В 2018 году нарисовала вариант обложки для первого номера комикса West Coast Avengers, а в 2019 году — вариант обложки для комикса Captain Marvel No. 1. Сотрудничала с Марком Джейкобсом в работе над украшениями и аксессуарам.
В январе 2019 года вошла в актёрский состав третьего сезона сериала «Легион», выходившего на канале FX. Она исполнила роль мутанта по имени Свитч, способной перемещаться во времени. После сериала снялась в фильме Эми Полер «Бунтарка», который готовится к выходу на сервисе Netflix в 2020 году.

## Личная жизнь
Цай — веган.

## Художественное творчество

### Влияние
Цай находит вдохновение в мультипликации, фэнтези, сюрреализме и музыке.

### Работы
| Работа                                 | Год  | Комментарии                                          |
| -------------------------------------- | ---- | ---------------------------------------------------- |
| «18»                                   | 2017 | выставка в галерее кафе ARS                          |
| «It’s All Over»                        | 2017 | работы в токийской галерее Sezon на улице Омотэсандо |
| «Gateway to Fantasy»                   | 2017 | оформление витрины для магазина Lucua в Осаке        |
| коллаборация со Starbucks              | 2017 | Starbucks Harajuku B-Side                            |
| коллаборация Лорен Цай X Марк Джейкобс | 2017 | дизайнер и иллюстратор                               |
| «It’s All For You»                     | 2018 | 200-страничная книга рисунков в твёрдом переплете    |
| Be@RBRICK Series 38                    | 2019 | серия игрушек                                        |
| West Coast Avengers No. 1              | 2019 | вариант обложки комикса                              |
| Revlon JP                              | 2019 | [ 20 ]                                               |
| Brooklyn Mural #1                      | 2019 | роспись на стене для Mortal Kombat                   |
| коллаборация с Nike                    | 2019 | дизайн кроссовок Air Force 1 и Nike Air Max          |
| Captain Marvel No. 1                   | 2019 | вариант обложки комикса                              |

## Фильмография
| Год       |   | Русское название | Оригинальное название      | Роль             |
| --------- | - | ---------------- | -------------------------- | ---------------- |
| 2016—2017 | с |                  | Terrace House: Aloha State | играет саму себя |
| 2019      | с | Легион           | Legion                     | Свитч            |
| 2021      | ф | Бунтарка         | Moxie                      | Клаудия          |
| 2022      | с |                  | Game of Spy                | Рей Хияма        |

### Музыкальные клипы
| Год  | Клип                              | Исполнитель                   | Источник |
| ---- | --------------------------------- | ----------------------------- | -------- |
| 2016 | リリリピート (англ. «Rererepeat») | フレデリック (англ. Frederic) | [ 24 ]   |
| 2017 | «Summer Dream»                    | Чон Ён-хва                    | [ 25 ]   |
| 2017 | «Positive Shadow, Negative Light» | Behind the Shadow Drops       | [ 26 ]   |
| 2019 | «Naked Love»                      | Хирооми Тосака                | [ 27 ]   |
| 2019 | «Overdose»                        | Хирооми Тосака                | [ 28 ]   |